# Volcán de San Miguel
El Volcán de San Miguel, también conocido como Volcán Chaparrastique,  está ubicado en el departamento de San Miguel y a 11 kilómetros de la ciudad del mismo nombre en El Salvador. Se levanta aislado de la cordillera de Chinameca.  Tiene una altura de 2129 m s. n. m., siendo el tercer volcán más alto del país. Presenta un cráter central de unos 800 metros de diámetro y varios adventicios por los cuales ha expulsado lava quemada. Además, su cono es considerado como el mejor formado del país según él Índice de explosividad volcánica  este volcán es nivel 3 de 8 .
El edificio volcánico es asimétrico y constituye el único elemento significativo del relieve sobre una planicie de 100 metros de altitud media que lo rodea en sus laderas este, sur y oeste. En su flanco norte se interestratifica con el cono truncado del volcán del Pacayal, actualmente inactivo. En la parte más baja de las laderas de estos dos volcanes discurre la carretera que une la Panamericana con la Litoral a través de San Jorge.
Sus laderas forman parte de las municipalidades de San Miguel, Quelepa, Moncagua, Chinameca, San Jorge, San Rafael Oriente y El Tránsito, todas del Departamento de San Miguel. 
Este volcán se considera entre los seis más activos de El Salvador. Se calculan al menos 26 erupciones desde 1704, la más notable la del año 1787.  Desde la fundación de la ciudad de San Miguel en 1530, se cuentan ocho flujos de lava a través de las fisuras del cono volcánico.
Actividades eruptivas se han producido en 1976, y la actividad sísmica relacionada al volcán disminuyó gradualmente al año 2006. S reportó actividad con fecha 29 de diciembre de 2013, en donde a las 10:30 a. m. expulsó una columna de humo y ceniza en modo de explosión, alcanzando esta los 5 km de altura, afectando los municipios de Santa Elena, San Jorge, Alegría, Berlín y San Vicente incluso llegando hasta la ciudad capital San Salvador a 140 kilómetros de distancia; el volcán Chaparrastique, presentó una erupción de gas y ceniza a las 4:44 de la tarde del día 12 de febrero de 2014, que tuvo una duración de 10 minutos.
El Ministerio de Medio Ambiente y Recursos Naturales (MARN) informó que la explosión arrojó ceniza y gases a una altura aproximada de 500 metros.
La última gran erupción del volcán Chaparrastique fue el 13 de enero de 2016, cuando a las 5:20 a. m. hora local una explosión arrojó gran cantidad de ceniza y gases por más de 13 horas seguidas, alcanzando las 1300 unidades RSAM, cuando lo normal son 50.
En mayo de 2023 se reportó una pequeña explosión de ceniza siendo esta la actividad más reciente.
 (enlace roto disponible en Internet Archive; véase el historial, la primera versión y la última).

## Chaparrastique
Este volcán es conocido por el supuesto nombre nativo lenca de Chaparrastique, que significaría tierra calurosa del chaparro o tierra del calor. Sin embargo, el historiador Jorge Lardé y Larín asevera que tal denominación no existió en ningún lugar de la antigua Provincia de San Miguel. La primera mención de tal nombre la hizo Bernal Díaz del Castillo en su obra Historia verdadera de la conquista de la Nueva España, donde describe, en un viaje por la región en 1526, que dieron con unos pueblos a los que pusieron por nombre los Chaparrastiques. Posteriormente Francisco Antonio de Fuentes y Guzmán en su trabajo Recordación Florida menciona esa región como pueblo de Chaparrastiques, lo cual Lardé y Larín alude como «mera ocurrencia».
Al final el coronel y licenciado Manuel Fernández, en su obra Bosquejo físico, político e histórico de la República del Salvador de 1869, afirmó que el volcán era llamado Chaparrastique, a pesar de que en diversos documentos desde la colonia española se conocía como San Miguel.

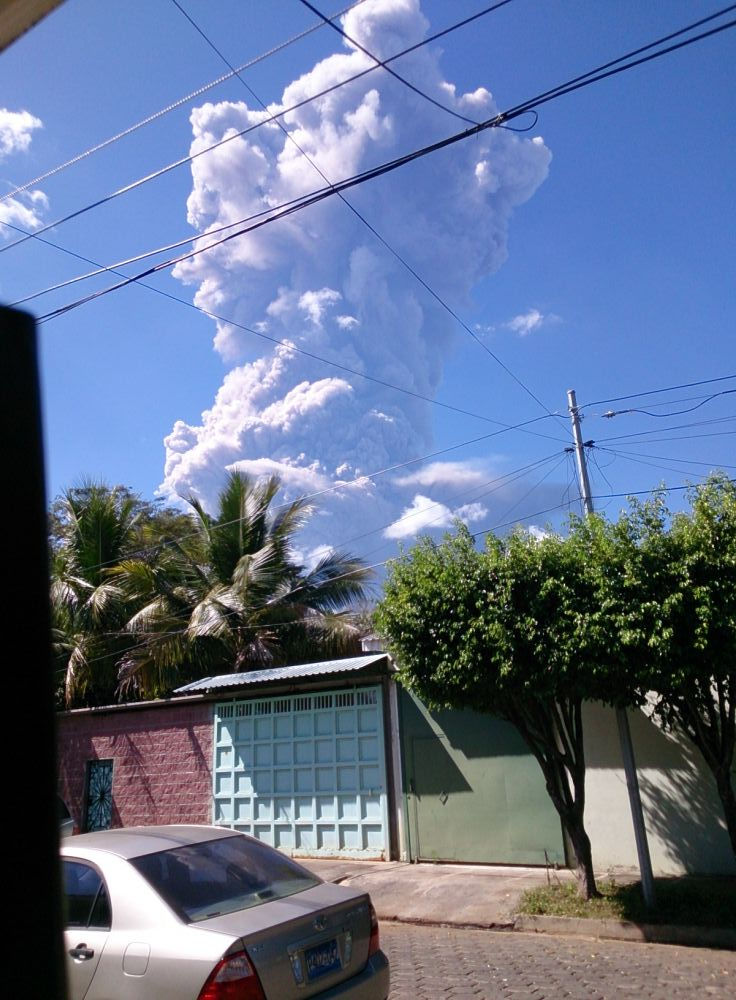
Erupción del Volcán de San Miguel, el 29 de diciembre de 2013

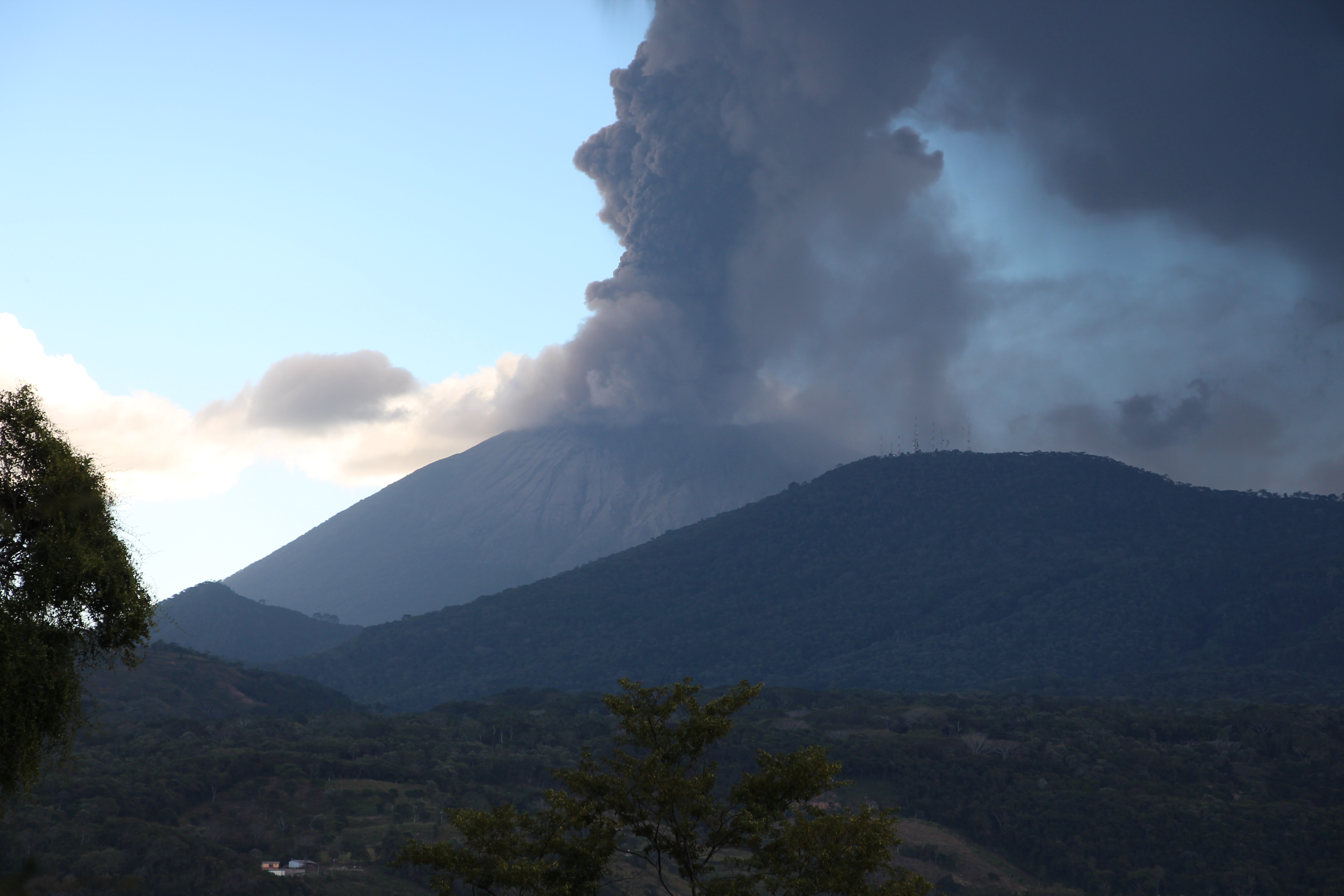
Erupción del Volcán de San Miguel, 29 de diciembre de 2013, visto desde los municipios de Lolotique y Chinameca del departamento de San Miguel